# Rami Jaffee
Rami Jaffee, född 11 mars 1969, är en amerikansk musiker som är keyboardist i Foo Fighters. Han var tidigare medlem i The Wallflowers. Han har arbetat tillsammans med många artister, inklusive Pete Yorn, Soul Asylum, Stone Sour, Joseph Arthur och Coheed and Cambria.

## Biografi
Jaffee föddes den 11 mars 1969 i Los Angeles. När han var 13 år gammal, köpte han en keyboard och började spela med lokala band. Efter examen från Fairfax High School fortsatte han att spela i olika band, och han tog arbete som sessionsmusiker i olika inspelningsstudior.

## Karriär
Omkring 1989 bildade Jakob Dylan och hans vän Tobi Miller gruppen "Apples", som spelade på olika klubbar i Los Angeles-området. Jaffee hörde att bandet var på jakt efter en organist / pianist och spelade upp ett par demoband för Dylan och Miller. Jaffee gick omedelbart med i gruppen. Några veckor senare bytte de namn till The Wallflowers och skrev kontrakt med Virgin Records. 1992 släppte de sitt första album, och turnerade i hela USA och Kanada 1992 och början av 1993. De var i början förband till banden "Cracker", Spin Doctors och 10,000 Maniacs, men spelade snart även som huvudband.
Då intresset för bandet började svalna runt 1993 började Jaffee arbeta som sessionsmusiker igen. Under nittiotalet så arbetade han bland annat med producenterna T Bone Burnett, Paul Fox, Matt Hyde och Rick Neigher. Han medverkade på skivor av bland andra Rickie Lee Jones, The Hookers, Leah Andreone och Chalk FarM. 
År 2005 började Jaffee samarbeta med Foo Fighters på skivan In Your Honor. Han har även turnerat med dem sedan dess. Han blev en officiell medlem i bandet 2017.

## Diskografi (urval)
| År   | Grupp                      | Titel                                                               | Skivbolag                        | Instrument                                       |
| ---- | -------------------------- | ------------------------------------------------------------------- | -------------------------------- | ------------------------------------------------ |
| 1992 | The Wallflowers            | The Wallflowers                                                     | Virgin                           | Piano, Hammondorgel                              |
| 1993 | Darlene & Co               | Absence of Uniformity                                               | Sovereign                        | –                                                |
| 1994 | El Vez                     | How Great Thou Art                                                  | Sympathy for the Record Industry | Hammondorgel                                     |
| 1994 | El Vez                     | Fun in Español                                                      | Sympathy for the Record Industry | Hammondorgel                                     |
| 1994 | Victoria Williams          | Loose                                                               | Atlantic                         | Hammondorgel                                     |
| 1995 | Edwin McCain               | Honor Among Thieves                                                 | Lava/Atlantic                    | Hammondorgel                                     |
| 1996 | Tina & the B-Side Movement | Salvation                                                           | Sire/Elektra                     | Piano, Hammondorgel, Farfisaorgel                |
| 1996 | El Vez                     | Never Been To Spain (Until Now)                                     | Munster                          | Keyboards                                        |
| 1996 | Phil Cody                  | The Sons of Intemperance Offering                                   | Interscope                       | Piano, Dragspel, Hammondorgel, Mellotron         |
| 1996 | The Wallflowers            | Bringing Down the Horse                                             | Interscope                       | Organ, Piano                                     |
| 1996 | Chalk FarM                 | Notwithstanding                                                     | Columbia                         | Dragspel                                         |
| 1996 | Leah Andreone              | Veiled                                                              | RCA                              | Orgel                                            |
| 1996 | The Hookers                | Calico                                                              | RCA                              | Piano, Dragspel, Hammondorgel                    |
| 1996 | Rickie Lee Jones           | Music from Party of Five                                            | Reprise                          | –                                                |
| 1997 | The Wallflowers            | KCRW Rare on Air, Vol. 3                                            | Mammoth                          | Piano                                            |
| 1997 | The Honeyrods              | The Honeyrods                                                       | Capricorn                        | Piano, Wurlitzer                                 |
| 1997 | Everclear                  | So Much for the Afterglow                                           | Capitol                          | Voxorgel                                         |
| 1997 | Uma                        | Fare Well                                                           | Refuge                           | Piano, Diverse orglar                            |
| 1997 | Soul Asylum                | I Know What You Did Last Summer                                     | Sony Columbia                    | –                                                |
| 1997 | Andy If                    | Road Trip                                                           | CU                               | –                                                |
| 1998 | Richie Sambora             | Undiscovered Soul                                                   | Mercury                          | Accordion, Hammondorgel, Handklapp, Optiganorgel |
| 1998 | Agents of Good Roots       | Only By One                                                         | RCA                              | Orgel                                            |
| 1998 | Esthero                    | Breath From Another                                                 | Sony/Works                       | Optiganorgel                                     |
| 1998 | The Wallflowers            | Godzilla: The Album                                                 | Epic/Sony                        | –                                                |
| 1998 | Scott Thomas Band          | California                                                          | Elektra                          | –                                                |
| 1998 | Grant Lee Buffalo          | Jubilee                                                             | Slash/Warner                     | –                                                |
| 1999 | Chlorine                   | Primer                                                              | Time Bomb/BMG                    | Keyboards                                        |
| 2011 | Matt Brown                 | Morning After Medicine Show                                         | EMI Uncle Green,                 | Keyboards                                        |
| 2000 | The Wallflowers            | (Breach)                                                            | Interscope                       | Keyboards                                        |
| 2002 | The Wallflowers            | Red Letter Days                                                     | Interscope                       | Keyboards                                        |
| 2005 | Foo Fighters               | In Your Honor                                                       | RCA Records/Roswell              | Keyboards                                        |
| 2005 | The Wallflowers            | Rebel, Sweetheart                                                   | Interscope                       | Keyboards                                        |
| 2006 | Willie Nile                | Streets of New York                                                 | 00:02:59/Reincarnate             | Hammondorgel                                     |
| 2006 | Foo Fighters               | Skin and Bones                                                      | RCA Records                      | Piano, Orgel, Dragspel, Keyboard                 |
| 2006 | Pete Yorn                  | Westerns EP                                                         | RED Ink/Columbia                 | B-3 Organ, Producent                             |
| 2007 | Mike Brown & the Sneakies  | American Hotel                                                      | Oasis Entertainment              | Hammondorgel, Keyboard                           |
| 2007 | Coheed and Cambria         | Good Apollo, I'm Burning Star IV, Volume Two: No World for Tomorrow | Columbia Records                 | Synthesizers, Piano                              |
| 2007 | Foo Fighters               | Echoes, Silence, Patience & Grace                                   | RCA Records                      | Dragspel, Keyboard                               |
| 2008 | The Fallen Stars           | Where the road bends                                                | Kiss My Squirrel Records         | Hammondorgel, Keyboard, Dragspel                 |
| 2011 | Foo Fighters               | Wasting Light                                                       | RCA Records                      | Keyboards, Orgel, Mellotron                      |
| 2012 | The Wallflowers            | Glad All Over                                                       | Columbia/Interscope              | Keyboards                                        |
| 2013 | Joseph Arthur              | The Ballad of Boogie Christ                                         | Lonely Astronaut Records         | Orgel                                            |
| 2013 | Chuck Ragan                | Till Midnight                                                       | SideOneDummy                     | Keyboard, Klockspel, Dragspel                    |
| 2014 | Gunash                     | Same Old Nightmare                                                  | Go Down Records                  | Hammondorgel                                     |
| 2014 | Foo Fighters               | Sonic Highways                                                      | RCA Records                      | Keyboards                                        |
| 2015 | Foo Fighters               | Saint Cecilia (EP)                                                  | RCA Records                      | Keyboards                                        |
| 2016 | Gunash                     | SuperHeroes In Town (EP)                                            | Go Down Records                  | Hammondorgel, Keyboards                          |
| 2017 | Gunash                     | Great Expectations                                                  | Go Down Records                  | Hammondorgel, Keyboards, Konstnärlig producent   |
| 2017 | Foo Fighters               | Concrete and Gold                                                   | RCA Records                      | Keyboards                                        |